# City of Subiaco
City of Subiaco är en kommun i Australien. Den ligger i delstaten Western Australia, nära delstatshuvudstaden Perth. Antalet invånare är 19 693.
Följande samhällen finns i City of Subiaco:
- Crawley
- Daglish